# Ichthyococcus irregularis
Ichthyococcus irregularis es una especie de pez del género Ichthyococcus.

## Descripción
Cuenta con 11-13 radios blandos dorsales, 13-15 radios blandos anales, 12 radios branquiostegales, 38-39 vértebras, ausencia de espinas dorsales y anales. La forma del cuerpo es fusiforme. La medida estándar para esta especie es de 7,6 cm (29,92 pulgadas).

## Distribución y hábitat
Se distribuye por la parte del Pacífico oriental, en la región de la corriente de California, mar adentro de la plataforma continental. Registrado en Monterrey, California central hasta Colombia, además en las islas Galápagos; también en la plataforma sur de San Diego, California, en una ladera superior a más de 400 m de profundidad. Es de aguas profundas, reportado en las coordenadas 45°N-22°N, 140°O-109°O, especie marina batipelágica y mesopelágica cuyo rango de profundidad es 2213-3658 m.